# Shingo Nejime
Shingo Nejime (japanisch 根占 真伍 Nejime Shingo; * 22. Dezember 1984 in der Präfektur Tokio) ist ein ehemaliger japanischer Fußballspieler.

## Karriere
Nejime erlernte das Fußballspielen in der Jugendmannschaft von Tokyo Verdy. Seinen ersten Vertrag unterschrieb er 2003 bei den Tokyo Verdy. Der Verein spielte in der höchsten Liga des Landes, der J1 League. 2004 gewann er mit dem Verein den Kaiserpokal. Am Ende der Saison 2005 stieg der Verein in die J2 League ab. Für den Verein absolvierte er 43 Ligaspiele. 2007 wechselte er zum Erstligisten Yokohama FC. Am Ende der Saison 2007 stieg der Verein in die J2 League ab. Für den Verein absolvierte er 91 Ligaspiele. 2011 wechselte er zum Ligakonkurrenten Roasso Kumamoto. Für den Verein absolvierte er 41 Ligaspiele. Danach spielte er bei den Churchill Brothers SC. Ende 2014 beendete er seine Karriere als Fußballspieler.

## Erfolge
Tokyo Verdy
- Kaiserpokal

Sieger: 2004